# C15H26N2
分子式C15H26N2（摩尔质量：234.387 g/mol）可以指：
- 司巴丁（鹰爪豆碱、金雀花碱），CAS号：90-39-1
- 二己基丙二腈，CAS号：122909-81-3

|  | 这个同类索引页列出了具有相同分子式的化学物（即同分異構體）条目。 除非您是有意链接至本页，否则应将相应条目的内部链接指向正确的条目。 |